# 赞比西机场
赞比西机场是服务赞比亚西北省城镇赞比西的机场。机场位于镇内，西邻赞比西河。
赞比西归航台（代号：ZB）位于机场内。